# Aphidoletes aphidimyza
Aphidoletes aphidimyza is een muggensoort uit de familie van de galmuggen (Cecidomyiidae). De wetenschappelijke naam van de soort is voor het eerst geldig gepubliceerd in 1847 door Rondani. Sinds 1989 wordt Aphidoletes aphidimyza commercieel gekweekt en ingezet als bestrijding van bladluizen in kassen.

## Kenmerken
De larven van deze galmug zijn oranje gekleurd, hebben geen poten en zijn maximaal 3 mm groot. De volwassen muggen zijn fijngebouwd, hebben lange poten en zijn 2-3 mm groot. De mannelijke muggen hebben lange harige antennes en de vrouwelijke muggen hebben daarentegen kortere dikke antennes. De eieren van deze galmug zijn klein en oranje.  De mannelijke muggen hebben naar achteren gebogen antennen die bezet zijn met lange haren. Die van vrouwtjes zijn korter en hebben geen haren. Van mei tot september kan deze ook van nature voorkomen in groten getale.

## Levenswijze
De muggen zijn in de schemer en nacht actief; overdag zitten ze stil op beschutte plaatsen van de plant. De paring gebeurt in spinnenwebben. Vrouwtje verzamelen zich in een spinnenweb en scheiden vervolgens een feromoon af dat mannetjes lokt. De paring en het leggen van eieren gebeurt ’s nachts waarbij de piek tussen 1 en 3 uur ligt. 
De eitjes worden bij voorkeur gelegd in een grote bladluis kolonie. Op een blad met 60 bladluizen zal in totaal vijf keer zo veel eieren worden afgezet dan op vijf bladeren met ieder twaalf bladluizen. Hierin heeft de soort van de bladluis weinig effect op de leg van eieren. Bij het leggen van eieren worden planten met geursporen van concurrerende predatoren (andere galmuggen, gaasvliegen, lieveheersbeestjes) vermeden. Lagergelegen bladeren hebben een voorkeur. Het aantal eieren dat een vrouwtje legt is afhankelijk van het klimaat, de hoeveelheid voedsel dat ze als larve heeft gegeten en de hoeveelheid honingdauw die ze als adult opneemt. Bij het niet opnemen van honingdauw zal de eileg sterk verminderen. Eiafzet vindt plaats bij een nachttemperatuur boven de 16 graden met een hoge luchtvochtigheid. Het aantal eieren kan onder gunstige omstandigheden variëren tussen de 100 en 150 eieren. De meeste zullen worden gelegd in de eerste twee tot vier dagen na ontpopping. 
Eieren en larven zijn door hun geringe grootte moeilijk te vinden tussen de bladluizen. Nadat de larven zijn uitgekomen kunnen ze zich ongeveer zes centimeter verplaatsen zonder voedsel en kunnen bladluizen waarnemen binnen een straal van 2,5 cm. Als de larve volgroeid is springt deze van de bladeren af en zal de verpopping plaatsvinden in de toplaag van een vochtige bodem. Het uitkomen van de mug vindt plaats aan het oppervlak van de bodem. Hierbij wordt het witte pophuidje achtergelaten. Het uitkomen vindt plaats vlak voor zonsondergang tot enkele uren erna. Gemiddeld zal de gehele ontwikkeling zo’n eenentwintig dagen duren bij een temperatuur van twintig graden. Van ei tot larve duurt drie dagen, van larve tot pop zes dagen en van pop tot adult twaalf dagen.

## Voedsel
Aphidoletes aphidimyza is de meest algemene galmugsoort die bladluizen eet, ze kan alle bladluissoorten uit de familie Aphididae prederen, waaronder bladluissoorten die in onder andere bietenteelt schade kunnen veroorzaken. 
De volwassen vrouwtjes kunnen een met bladluis geïnfecteerde plant gemakkelijk vinden tussen niet geïnfecteerde planten. Geurstoffen die afkomstig zijn uit honingdauw hebben hierbij een belangrijke rol. Door deze manier van zoeken vindt een snelle verspreiding van galmuggen plaats in het gewas. 
Wanneer een bladluis wordt aangevallen zal deze zich niet verdedigen door gif dat de larve in de bladluis injecteert. Het gif verlamt de bladluis en zorgt voor een voorvertering. Hierna zuigt de larve de bladluis leeg. De dode bladluizen hangen met hun steeksnuit aan het blad en verkleurd bruin of zwart wanneer deze vergaat. Per galmuglarve worden 10 tot 100 luizen gegeten. Van deze aantallen wordt vijftig procent geconsumeerd in de laatste fase van de ontwikkeling van de larve. Wanneer er genoeg bladluizen zijn zal de larve meer bladluizen doden dan nodig is voor de ontwikkeling. Er geldt dan ook: hoe groter de bladluispopulatie hoe meer bladluizen gedood worden. Het consumeren van een bladluis kan variëren van enkele minuten tot enkele uren. Deze tijd is afhankelijk van de leeftijd en voedingstoestand van de larve en de grootte van de luis.

### Bijdrage aan plaagbestrijding in de landbouw
De eerste galmuggen komen in mei tevoorschijn. In de maanden juni tot september zijn ze op verschillende gewassen waar te nemen. Eind september verplaatsen de volgroeide larven zich naar de bodem om zich te verpoppen en overwinteren ze in een cocon. 
De invloed van intensieve grondbewerking op de overleving van de galmug is onbekend en dient verder onderzocht te worden. Een welbekend probleem is het gevaar van uitdroging voor overwinterende poppen. Om de populatie galmuggen op peil te houden kan een akkerrand of haag met luisaanbod tot in de herfst een positieve bijdrage hebben. Ook is in appelboomgaarden aangetoond dat het gebruik van compost de galmugpopulatie kan stimuleren. Dit zorgt mogelijk voor een vergroting van de overlevingsmogelijkheden voor de cocons. 
De combinatie van makkelijk verspreidende adulten en het goed kunnen vinden van bladluizenkolonies zorgt dat kolonisatie van de directe omgeving te verwachten is.  
Onder normale omstandigheden kunnen per jaar twee à drie generaties zich ontwikkelen. Dit maakt ze in staat zich in aantal aan te passen op de bladluizendichtheid en bij te dragen aan de beheersing van de luizen. Dit is aangetoond in appelboomgaarden en graanvelden.